# Goethepark (Salzwedel)

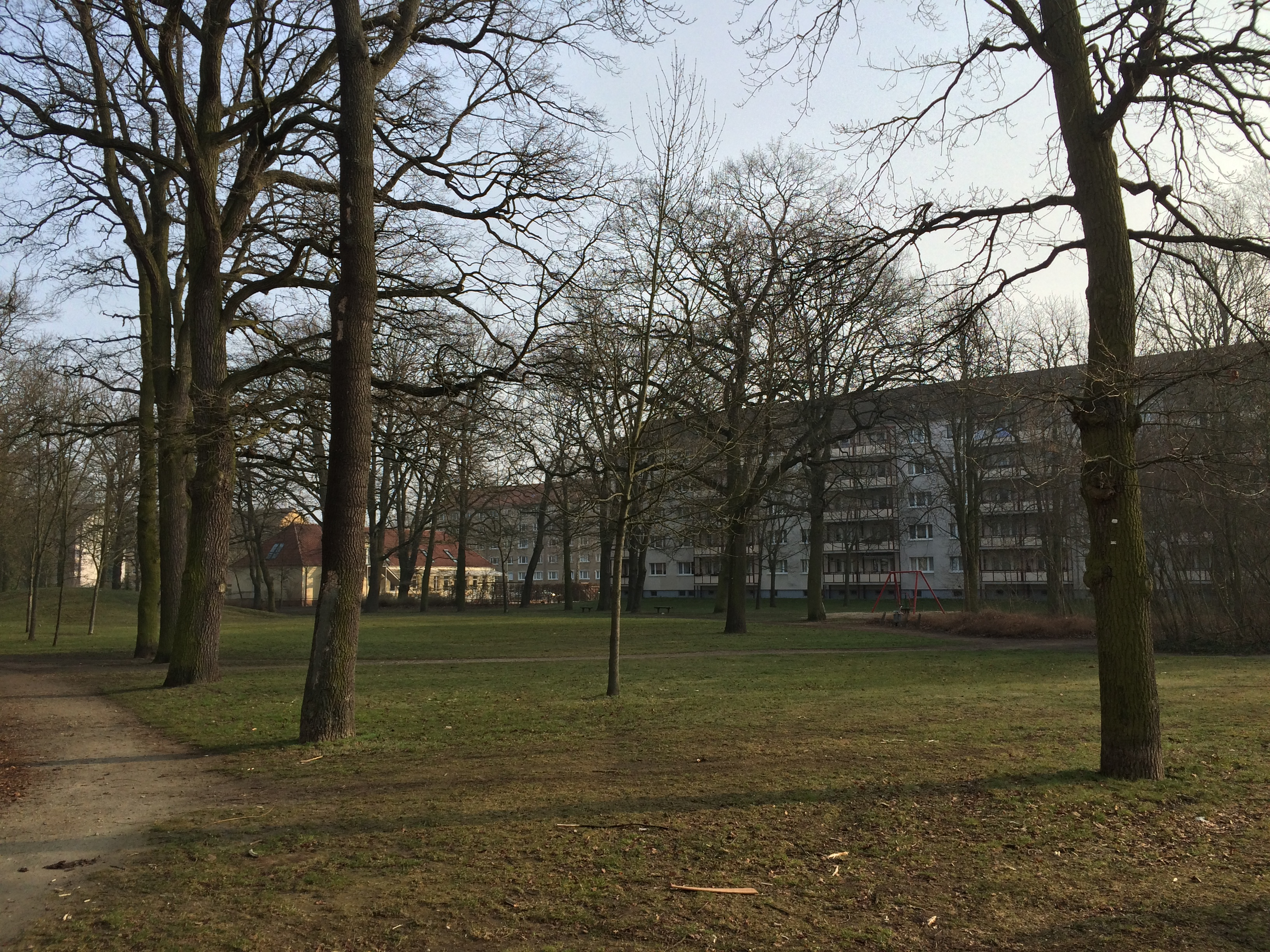
Goethepark in Salzwedel

Der Goethepark ist eine Grünanlage in der Hansestadt Salzwedel im Altmarkkreis Salzwedel in Sachsen-Anhalt.
Die Anlage wird im Westen von der namensgebenden Goethestraße, im Süden von der Schillerstraße, im Osten von der Ernst-Thälmann-Straße sowie im Norden von der Tuchmacherstraße begrenzt. Auf dem Gelände befinden sich neben einem alten Baumbestand auch ein Spielplatz, der unter anderem von einer angrenzenden integrativen Kindertageseinrichtung genutzt wird. Der Park wird für traditionelle Veranstaltungen wie beispielsweise das Eiertrudeln genutzt.